# あの愛をふたたび
『あの愛をふたたび』（Un Homme Qui Me Plait）は1969年のフランスの映画。クロード・ルルーシュ監督の作品で、出演はジャン＝ポール・ベルモンドやアニー・ジラルドなど。

## キャスト
※括弧内は日本語吹替（初回放送1977年9月5日『月曜ロードショー』）
- アンリ：ジャン＝ポール・ベルモンド（山田康雄）
- フランソワーズ：アニー・ジラルド（小沢寿美恵）
- ポール：カズ・ガラス
- フランソワーズの夫：マルセル・ボズフィ
- パトリシア：ファラ・フォーセット

## スタッフ
- 監督：クロード・ルルーシュ
- 脚本：クロード・ルルーシュ
- 撮影：ジャン・コロン
- 音楽：フランシス・レイ

## エピソード
映画の一部は、モニュメント・バレーで撮影された。
邦題を付けたのは水野晴郎である。
日本語吹替に出演した山田康雄と小沢寿美恵は、思い出深い吹替出演作に当作を挙げている。山田は「大人の火遊びを軽いタッチで描いていて実にいい」と評し「今まで吹き替えをやった中では一番好きなんだ」と述べている。小沢は「（アニー・ジラルドを吹き替えたことが）とっても嬉しかった。ただ、悔しかったのはラストシーンね。あの表情にセリフが全然ないわけよ。見てて感心するばかりで、どうにもアテようがない！ああいう芝居のできる女優になりたいとつくづく思いました」と語っている。